# Javacochoa
Javacochoa (Cochoa azurea) är en hotad fågel i familjen trastar som förekommer i Indonesien. Den förekommer endast i bergstrakter på ön Java i Indonesien.

## Utseende och läten
Javacochoan är en 23 cm lång, trastliknade fågel som hittas i trädtaket. Hanen har silkesblå ovansida inklusive huvudsidor, vingar och stjärt. Underisdan är svart, liksom ben, näbb och ögoniris. Honan är mattare blå ovan och mörkbrun under. Bland lätena hörs tunna och ljusa, visslande "siiiit" och mer grälande "cet-cet-cet" som varningsläte.

## Utbredning och systematik
Javacochoan förekommer i bergen på västra och centrala Java. Den behandlas som monotypisk, det vill säga att den inte delas in i några underarter.

## Levnadssätt
Javacochoan bebor bergsbelägen regnskog på mellan 900 och 3000 meters höjd. Den är lätt att komma inpå livet där den rör sig tyst eller sitter helt stilla under långa stunder, ofta lågt i vegetationen men även högre upp i trädtaket. Den tros vara huvudsakligen stannfågel, men kan möjligen företa sig lokala säsongsmässiga rörelser. Födan består av frukt och bär, men kan tillfälligtvis även ta insekter och sniglar.

## Status och hot
Javacochoan har en liten världspopulation bestående av uppskattningsvis endast 2 500–10 000 vuxna individer. Den tros också minska i antal till följd av habitatförlust. Den är därför upptagen på internationella naturvårdsunionen IUCN:s röda lista över hotade arter, kategoriserad som sårbar (VU).

## Namn
Brian Houghton Hodgson gav fåglarna i släktet namnet Cochoa efter nepalesiska skogsarbetare som kallade purpurcochoa för Cocho.